# Rio O Apaga Fogo
O O Rio O Apaga Fogo é um curso de água de São Tomé e Príncipe, localizado no distrito de Lembá, ilha de São Tomé. Este curso de água corre para Oeste até encontrar o mar na Praia do Fogo.